# Bharwari
Bharwari es una ciudad y municipio situado en el distrito de Kaushambi en el estado de Uttar Pradesh (India). Su población es de 17260 habitantes (2011). 

## Demografía
Según el censo de 2011 la población de Bharwari era de 17260 habitantes, de los cuales 8874 eran hombres y 8386 eran mujeres. Bharwari tiene una tasa media de alfabetización del 76,15%, superior a la media estatal del 67,68%: la alfabetización masculina es del 82,08%, y la alfabetización femenina del 69,95%.